# Renato Giudici
Renato Giudici (Livorno, 25 aprile 1922 – 2003) è stato un calciatore italiano, di ruolo portiere.

## Carriera
Ha giocato dal 1945 al 1954 disputando 22 partite di Serie A con il Pro Livorno, 76 partite di Serie B con la maglia di Lucchese, Pistoiese e Stabia e ha disputato vari campionati di Serie C, vestendo le maglie di Avellino, Livorno e Stabia. Con quest'ultima vince il campionato di Serie C nella stagione 1950-1951, dopo lo spareggio a Firenze contro il Foggia.
Dopo altre due stagioni a Livorno, chiude la carriera nel Larderello.

## Palmarès
- Campionato italiano di Serie B: 1

Lucchese: 1946-1947
- Campionato italiano Serie C: 1

Stabia: 1950-1951